# Nikola Bilyk
Nikola Bilyk (ukr. Mikola Bilyk) (28. studenoga 1996.), austrijski rukometni reprezentativac. Sudjelovao je na svjetskom prvenstvu 2019. godine. Sin je ukrajinskog rukometnog reprezentativca, poslije s austrijskim državljanstvom Serhija Bilyka.
Rodio se u Tunisu, gdje je njegov otac tada igrao rukomet. Poslije se s obitelji preselio u Austriju, gdje je počeo igrati rukomet i postao jedan od najboljih igrača austrijske reprezentacije.